# De syv søstre

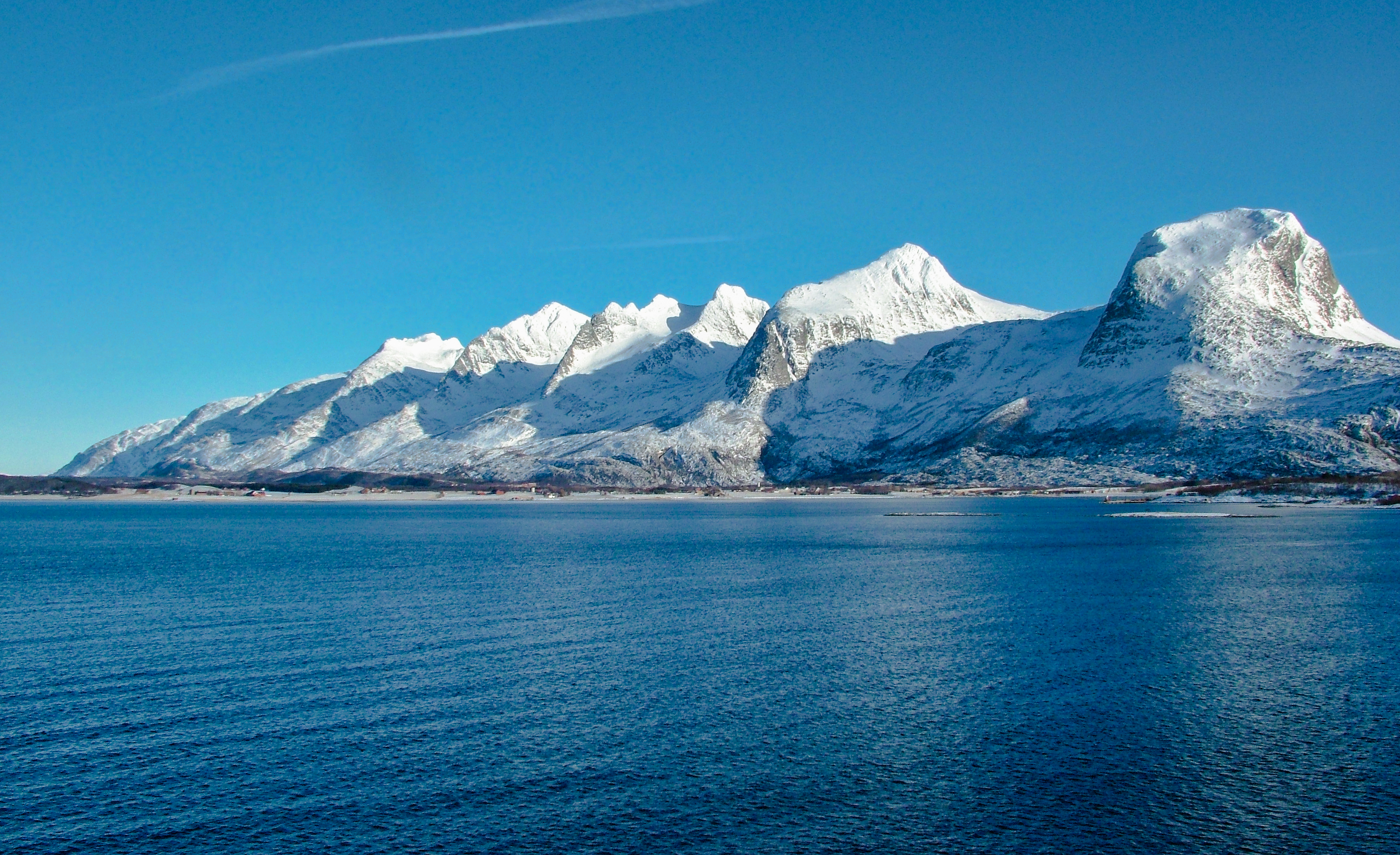
Utsikt över "De syv søstre" från Hurtigrutenfartyget MS Finnmark i mars 2005.

De syv søstre officiellt och rekommenderat namn Sju søstre, är en bergsformation på sydöstra delen av ön Alsten i Nordland i Norge. 
Namnet på bergsformationen blev känt via diktarprästen Petter Dass i dikten Nordlands Trompet. Det finns en stig mellan topparna och en tur över samtliga brukar ta 12-15 timmar i måttligt krävande takt. Den 13 augusti 2015 löpte Rolf Einar Jensen de 19,9 km mellan topparna på 3 timmar och 43 minuter, vilket var förbättring av rekordet från 1988 med 15 minuter.
Bergstopparna besöks av ungefär 5 000 människor om året. Sju søstre är ett välkänt landmärke och används ofta i marknadsföringen av området.

## De sju bergstopparna
Från nordöst till sydväst: 
- Botnkrona (1 072 m ö. h.)
- Grytfoten (1 018 m ö. h.)[2]
- Skjæringen (1 037 m ö. h.)[2]
- Tvillingene (948 respektive 980 m ö. h.)[2]
- Kvasstinden (1 013 m ö. h.)[2]
- Breitinden, också kallad Stortinden, (910 m ö. h.)[2]